# Christian Delle Stelle
Christian Delle Stelle (Cuggiono, 24 februari 1989) is een Italiaans wielrenner die anno 2015 uitkomt voor CCC Sprandi Polkowice.

## Belangrijkste overwinningen
2009
Giro del Medio Brenta
2014
GP Izola
4e etappe Ronde van Slowakije
Puntenklassement Ronde van Slowakije

## Resultaten in voornaamste wedstrijden
| Jaar | Milaan-San Remo | Ronde van Lombardije |
| ---- | --------------- | -------------------- |
| 2012 |                 | opgave               |
| 2015 | 142e            |                      |

## Ploegen
- 2011- Colnago-CSF Inox (stagiair vanaf 1-8)
- 2012- Colnago-CSF Inox
- 2013- Bardiani Valvole-CSF Inox
- 2014- Team Idea (tot 15-5)
- 2014- MG Kvis-Wilier (vanaf 16-5)
- 2015- CCC Sprandi Polkowice

Ballerini · Carantoni · Collodel · Delle Stelle · Gadda · Mossini · Nespoli · Pettiti · Pichetta · Spreafico · Tedeschi